# Henry Farmer
Henry Farmer (Nottingham (East Midlands), 13 de maig, 1819 - Idem. 25 de juny, 1891) va ser un organista i compositor britànic establert a Nottingham.

## Biografia
Henry Farmer, era el tercer fill de John Farmer. Va ser autodidacte com a músic, però va emprendre alguns estudis en harmonia amb Sir Henry Bishop, i va estudiar amb J. Wade Thirlwall.
Va tocar el violí a l'orquestra quan Felix Mendelssohn va dirigir l'estrena del seu oratori Elijah el 26 d'agost de 1846, a Birmingham al "Triennial Music Festival".
Va ser organista de la "High Pavement Chapel" a Nottingham de 1839 a 1879, i va ser director de la "Nottingham Harmonic Society" de 1866 a 1880.
Va publicar un tutor de violí a principis de la seva vida. La seva missa en si bemoll va ser esbossada per ell el 1843 i publicada el 1847. Més tard va compondre Sis trios curts i fàcils per a violí, i un himne, "Cantaré de les misericòrdies del Senyor". Va ser membre del Batalló Robin Hood del 7 d'abril de 1860 al 30 de març de 1878, i va acabar sent capità.
Es va casar amb Jane Walker Thompson (1820-1846) el 7 de juliol de 1842 a l'església de St Mary, Nottingham. Hi havia tres nens:
- - Henry Purcell Farmer (1843-1850)
  - Kate Neville Farmer (1845-1918)
  - Arthur Thompson Farmer (1846-1847)

Es va casar per  segona vegada amb Anne Bardsley (1825-1871). D'aquest segon matrimoni van sorgir tres fills:
- - Kate Neville Farmer (1845-1918)
  - Annie Mary Bradley Farmer (1850-1904) who married Thomas Bayley (1846-1906)[5]
  - Emily B Farmer (b.1854)